# César Soto Grado
César Soto Grado (Candeleda, Ávila, Castilla y León, España, 17 de junio de 1980) es un árbitro español  de la Primera División de España.

## Trayectoria
Tras una temporada en Segunda División consigue el ascenso a Primera División de España junto al colegiado madrileño Valentín Pizarro Gómez.También ha conseguido arbitrar partidos de clasificación para la Champions League y la Conference League, en conjunto con partidos de la Copa del Rey y de la Supercopa de España.

## Temporadas
| Categoría            | País   | Año       | Partidos |
| -------------------- | ------ | --------- | -------- |
| Segunda División "B" | España | 2010-2011 | 13       |
| Segunda División "B" | España | 2012-2018 | 80       |
| Segunda División     | España | 2018-2019 | 21       |
| Primera División     | España | 2019-     | 114      |